# Абросимова, Светлана Викторовна
Светлана Викторовна Абросимова (20 июня 1953, город Кайшядорис, ЛитССР — 6 марта 2011) — советский и украинский историк, краевед. Кандидат исторических наук. Заслуженная работница культуры Украины. Лауреат премии имени Дмитрия Яворницкого Национального союза краеведов Украины.

## Биография
Окончила исторический факультет Днепропетровского университета. Работала ведущим научным сотрудником Днепропетровского национального исторического музея имени Дмитрия Яворницкого.
Светлана Абросимова — автор более 250 научных и научно-популярных трудов по истории и культуре Украины и края, исследователь жизни и деятельности академика Дмитрия Яворницкого, составитель пяти томов эпистолярного наследия учёного и переиздание его первой монографии «Запорожье в остатках старины и преданиях народа».